# 1936 au cinéma
| Années du cinéma : 1933 - 1934 - 1935 - 1936 - 1937 - 1938 - 1939    |
| Décennies du cinéma : 1900 - 1910 - 1920 - 1930 - 1940 - 1950 - 1960 |

Cet article présente les faits marquants de l'année 1936 au cinéma.

## Événements
- 9 septembre : Création de la cinémathèque française. Les statuts de l'association loi de 1901 sont déposés le 2 septembre. L'objet de l'association est la conservation, la restauration et la projection des films français pour servir l'enseignement du cinéma. Son premier président est Paul-Auguste Harlé, assisté de Henri Langlois et Georges Franju, tous deux secrétaires généraux, ainsi que de Jean Mitry, archiviste.
- Crise du cinéma allemand qui s'exporte pour échapper aux directives de la propagande nazie.

## Principaux films de l'année
- Les Bas-fonds de Jean Renoir d'après la pièce de théâtre de Maxime Gorki. Avec Jean Gabin, Louis Jouvet, Suzy Prim.
- La Belle Équipe, de Julien Duvivier (septembre).
- César de Marcel Pagnol.
- Le Crime de Monsieur Lange de Jean Renoir, dialogues de Jacques Prévert. Avec René Lefèvre, Jules Berry, Florelle (janvier).
- La vie est à nous de Jean Renoir (séquences de fiction alternant avec images d'actualité).
- Désir (Desire) de Frank Borzage (avril).
- Le Golem de Julien Duvivier.
- Jenny de Marcel Carné avec Françoise Rosay, Albert Préjean et Charles Vanel (sortie le 16 septembre).
- L'Amiral mène la danse (Born to Dance) de Roy Del Ruth avec Eleanor Powell et James Stewart.
- L'Extravagant Mr. Deeds (Mr Deeds Goes to Town), réalisé par Frank Capra avec Gary Cooper et Jean Arthur.
- La Charge de la brigade légère de Michael Curtiz avec Errol Flynn et Olivia de Havilland (sortie le 1er novembre à Los Angeles).
- La Kermesse héroïque de Jacques Feyder.
- Le Grand Ziegfeld, film musical de Robert Z. Leonard avec William Powell, Myrna Loy, Luise Rainer, Frank Morgan.
- Le Fils du désert, drame de Richard Boleslawski avec Chester Morris, Lewis Stone, Walter Brennan, Irene Hervey.
- Le Fils unique, drame japonais de Yasujiro Ozu.
- Le Roman de Marguerite Gautier (Camille) de George Cukor avec Greta Garbo et Robert Taylor.
- Les Amants terribles, film de Marc Allégret.
- Les Hommes nouveaux de Marcel L'Herbier
- Les Temps modernes de Charlie Chaplin (sortie le 5 février à New York).
- Mayerling d’Anatole Litvak avec Danielle Darrieux et Charles Boyer.
- Monsieur Merci d'Hiroshi Shimizu.
- Rembrandt, drame biographique d'Alexander Korda avec Charles Laughton, Gertrude Lawrence et Elsa Lanchester.
- Le Roman d'un tricheur de Sacha Guitry (octobre).
- Show Boat : film musical de James Whale avec Irene Dunne, Allan Jones, Charles Winninger.
- Sur les ailes de la danse de George Stevens avec Ginger Rogers et Fred Astaire (sortie le 27 août à Hollywood).
- Sylvia Scarlett de George Cukor avec Katharine Hepburn (sortie le 15 mai).
- Topaze, de Marcel Pagnol (juin).
- Tarzan s'évade : film de Richard Thorpe avec Johnny Weissmuller, Maureen O'Sullivan, John Buckler.
- Un grand amour de Beethoven d'Abel Gance.
- Weddad : premier film de la chanteuse Oum Kalsoum (sortie le 10 février au Caire).
- Whom the Gods Love : The Original Story of Mozart and his Wife, film de Basil Dean (sortie le 14 février à Londres).

## Récompenses

### Oscars(avril)
- Meilleur film : Le Grand Ziegfeld (The Great Ziegfeld) de Robert Ziegler Leonard (États-Unis)
- Meilleure actrice : Luise Rainer, Le Grand Ziegfeld (The Great Ziegfeld)
- Meilleur acteur : Paul Muni, La Vie de Louis Pasteur (The Story of Louis Pasteur)
- Meilleur second rôle féminin : Gale Sondergaard, Anthony Adverse
- Meilleur second rôle masculin : Walter Brennan, Le Vandale (Come and Get It)
- Meilleur réalisateur : Frank Capra, L'extravagant M. Deeds (Mr. Deeds Goes to Town)

### Autres récompenses
- Prix Louis-Delluc : Les Bas-fonds de Jean Renoir

## Principales naissances
- 24 janvier : Aleksandr Kniajinski († 14 juin 1996).
- 27 janvier : Troy Donahue († 2 septembre 2001).
- 28 janvier : Alan Alda
- 11 février : Burt Reynolds († 6 septembre 2018).
- 12 février : Paul Shenar (mort le 11 octobre 1989)
- 15 février : Jean-Gabriel Albicocco († 10 avril 2001).
- 17 février : Jim Brown († 18 mai 2023).
- 19 mars : Ursula Andress
- 24 avril : Jill Ireland († 18 mai 1990).
- 9 mai : Albert Finney (mort le 7 février 2019)
- 17 mai : Dennis Hopper (mort le 20 mai 2010)
- 4 juin : Bruce Dern
- 15 juin : Claude Brasseur († 22 novembre 2020).
- 18 juin : Victor Lanoux († 4 mai 2017).
- 22 juin : Kris Kristofferson
- 18 août : Robert Redford
- 20 août : Miriam Colon (morte le 3 mars 2017)
- 5 juillet : Shirley Knight († 22 avril 2020).
- 8 septembre : James Darren († 2 septembre 2024).
- 6 octobre : Anna Quayle († 16 août 2019).
- 15 octobre : Michel Aumont († 28 août 2019).
- 21 décembre : Henri Guybet

## Principaux décès
- 9 janvier : John Gilbert, acteur américain (° 10 juillet 1865).
- 21 avril : James Leo Meehan, réalisateur et scénariste américain.
- 27 juillet : Alan Crosland, cinéaste américain.
- 17 octobre : Suzanne Bianchetti, actrice française.